# Stadio dei Marmi (Carrara)
Lo stadio dei Marmi (dal 2005 denominato ufficialmente stadio comunale dei Marmi L. Marchini, A. Piccini, P. Vannucci, B. Venturini) è un impianto calcistico della città italiana di Carrara.
Aperto nel 1955, ospita le partite interne della Carrarese.

## Denominazione
La definitiva denominazione dell'impianto venne decretata nel 2005 dalla delibera di giunta del comune di Carrara n. 521 del 12 settembre che ha disposto «di intitolare, per i motivi espressi in premessa, in memoria dei quattro atleti carraresi, Libero Marchini, Achille Piccini, Paolo Vannucci e Bruno Venturini, lo stadio comunale dei Marmi che, in virtù della presente deliberazione, assumerà la denominazione di stadio comunale dei Marmi L. Marchini, A. Piccini, P. Vannucci, B. Venturini (olimpionici 1936)».
Data la notevole lunghezza di tale intitolazione, alcuni organi d'informazione hanno coniato l'appellativo abbreviato stadio dei Quattro Olimpionici Azzurri; sebbene tale formula appaia effettivamente sulla targa apposta il 20 maggio 2007 all'ingresso della tribuna, essa non figura sui documenti ufficiali ed è pertanto da considerarsi impropria.
L'originario nome di stadio dei Marmi è comunque rimasto maggiormente diffuso nell'uso comune.

## Storia

### L'abbandono della "Fossa dei Leoni"
Nel secondo dopoguerra la Carrarese dovette lasciare il proprio storico campo interno, la cosiddetta "Fossa dei Leoni", infrastrutturalmente inadeguato al campionato di Serie C. L'amministrazione comunale di Carrara, sotto la guida del sindaco Gastone Dazzi, decise pertanto di costruire un nuovo terreno di gioco nel quartiere Perticata, presso il parco della Rimembranza, al tempo zona profondamente degradata.

### Il nuovo stadio
Il progetto si ispirò in miniatura a quello originario dello stadio Olimpico di Roma, quindi su pianta ellittica, dotato di pista d'atletica (espressamente richiesta da ambienti ministeriali, in quanto il territorio apuano era stato giudicato carente di tali infrastrutture) e con sole gradinate scoperte: la tribuna coperta da 600 posti fu infatti aggiunta solo successivamente. La capienza originaria era di poco inferiore ai 10.000 posti.
Il progetto prevedeva altresì la costruzione di un monumentale portale in marmo, che tuttavia non fu mai realizzato per difficoltà tecnico-amministrative.
Lo stadio dei Marmi fu inaugurato il 9 gennaio 1955 con la disputa di una partita tra Carrarese e Piombino, conclusasi sul risultato di 1-1. 
Negli anni ’80 l'impianto venne dotato di illuminazione per consentirne l'utilizzo anche in ore notturne. A dispetto della vocazione polisportiva, nel corso degli anni lo stadio è stato destinato a un uso meramente calcistico: la pista d'atletica costruita intorno al campo è quindi rimasta priva di manutenzione, scomparendo progressivamente tra l'erba incolta.

### Terzo millennio
Nel 2013 fu deciso il rifacimento del campo di gioco in erba sintetica; dalla stagione 2013-2014 lo stadio dispone pertanto di un tappeto plastico omologato FIFA 2 Star.
Al contempo la vetustà dello stadio iniziò a limitarne la fruibilità: nel 2018 l'impianto fu addirittura dichiarato inagibile, salvo essere poi riaperto a capienza ridotta e solo limitatamente alle gradinate scoperte. Nel 2019 furono posati i seggiolini su parte delle gradinate e venne implementato l'adeguamento dell'impianto di illuminazione in conformità ai criteri infrastrutturali di Serie C.
Ad agosto 2023, previo intervento di ristrutturazione, fu riaperta la tribuna centrale, permettendo di portare la capienza a 3.520 posti a sedere. In tale anno il Sestri Levante, promosso in Serie C dopo vari decenni d'assenza e impossibilitato a giocare nel proprio stadio (chiuso per adeguamenti), utilizzò momentaneamente il "dei Marmi" come terreno interno.
Nell'estate 2024, a seguito della promozione in Serie B della Carrarese, tutta la struttura è stata interessata da un corposo intervento di adeguamento e potenziamento infrastrutturale, che ha incluso il completo rifacimento del campo sintetico e l'aumento della capienza a poco meno di 4200 posti, un valore inferiore rispetto ai criteri infrastrutturali della Serie B (che fissano il minimo a 5500 unità), ma sufficiente per ottenere una deroga. Per permettere l'esecuzione dei lavori, tra agosto e i primi di ottobre la Carrarese ha adottato transitoriamente come campo interno l'Arena Garibaldi di Pisa; la prima gara di Serie B a Carrara dopo 76 anni è stata quindi Carrarese-Mantova, disputata il 20 ottobre 2024 e conclusasi col risultato di 1-1.

## Dati tecnici

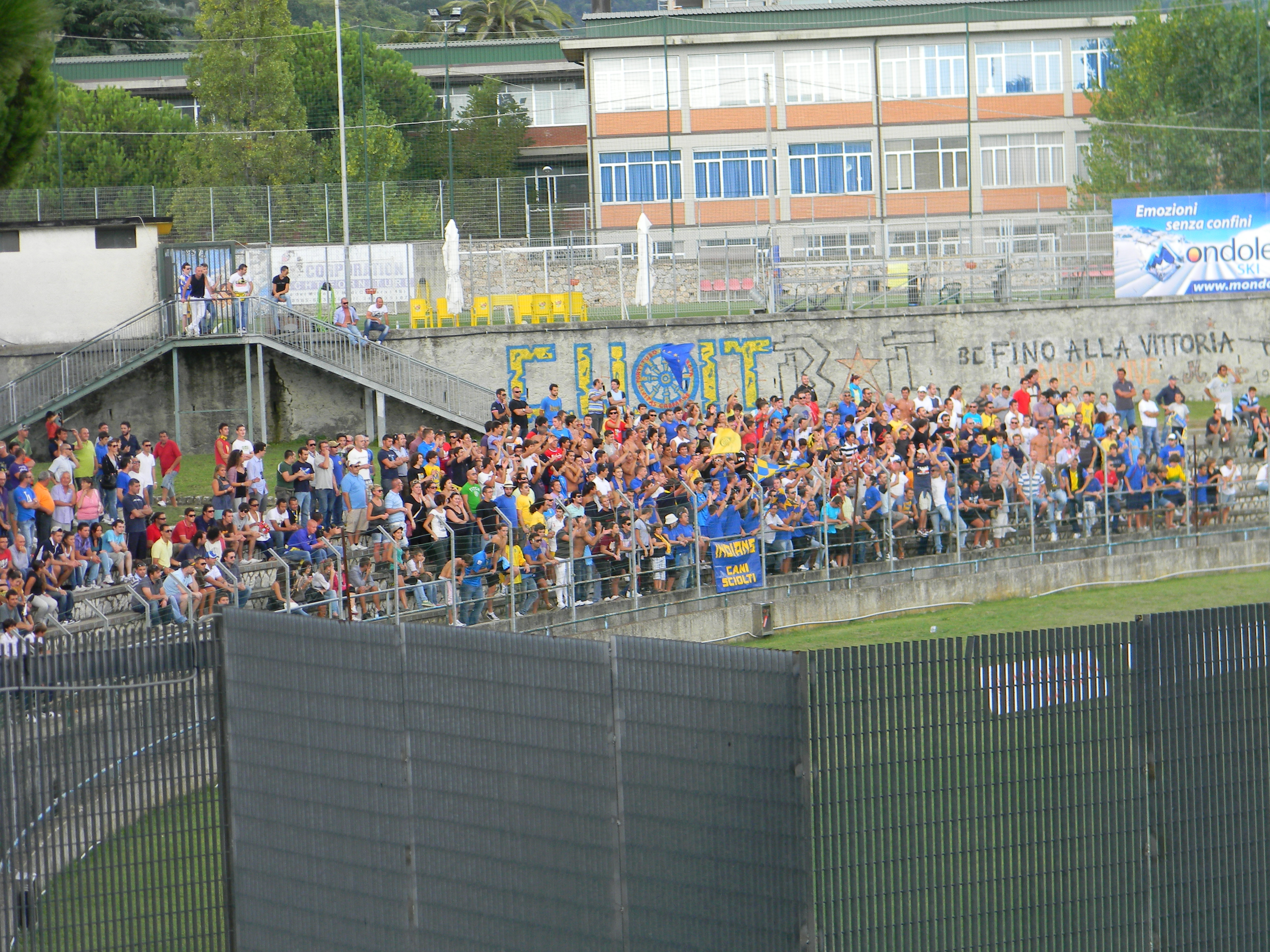
Tifosi gialloblù in curva nord durante la partita Carrarese-AJ Fano, nella stagione 2010-2011

L'originaria capienza di circa 9500 posti a sedere è stata col tempo ridotta per motivi di sicurezza e contenimento dei costi: per la stagione 2024-2025 essa è fissata a 4194 spettatori, tutti in seduta individuale. L'unica sezione degli spalti dotata di copertura è la tribuna centrale, capace di 600 posti e di 80 postazioni in tribuna stampa.
Dal punto di vista strutturale, un fossato separa le gradinate dal recinto erboso: il campo "effettivo", dal 2013 rivestito in erba sintetica, misura 105 metri di lunghezza e 68 metri di larghezza ed è circondato dal "campo per destinazione", nel quale era originariamente ricavata la pista di atletica. L'illuminazione è assicurata da 76 proiettori alloggiati su 4 piloni agli angoli del campo.
Tra i settori delle gradinate, la curva nord (intitolata a Lauro Perini, storico leader del tifo carrarino) ospita tipicamente i collettivi organizzati al seguito della Carrarese. La curva sud (suddivisa in due "spicchi" da una rampa di servizio che collega il campo con l'esterno dell'impianto) è invece adibita a settore ospiti.

## Incontri di squadre nazionali
Lo stadio dei Marmi di Carrara ha accolto per due volte le Nazionali italiane di calcio.
L'11 giugno 1994 ha ospitato una gara delle Qualificazioni al campionato europeo femminile di calcio 1995 che ha visto vincere il Portogallo contro la nazionale italiana.
La nazionale italiana maschile under-21 vi ha invece giocato l'11 febbraio 2003 contro i pari età inglesi: gli azzurrini si imposero col punteggio di 1-0.